# 1729 Beryl
1729 Beryl là một tiểu hành tinh được phát hiện tại ở Đài thiên văn Goethe Link gần Brooklyn, Indiana bởi Chương trình tiểu hành tinh Indiana ngày 19 tháng 9 năm 1963.